# Fredrik Otto Wrangel af Lindeberg
Fredrik Otto Wrangel af Lindeberg, född 31 juli 1720 i Bredestads församling, död 12 november 1762 i Bredestads församling, Östergötlands län, var en svensk militär och ämbetsman.

## Biografi
Fredrik Otto Wrangel af Lindeberg föddes 1720 på Aneby gård i Bredestads socken. Han var son till ryttmästaren Axel Per Wrangel af Lindeberg vid Upplands tremänningskavalleriregemente och Juliana von Rosen. Wrangel blev 13 oktober 1737 student vid Uppsala universitet och 9 oktober 1741 auskultant i Göta hovrätt. Han blev 17 december 1741 häradshövding i Kinda, Ydre, Valkebo och Vifolka häraders domsaga och var 17 april 1752 adjungerande ledamot i Göta hovrätt. Wrangel fick fullmakt som lagman 29 juni 1762. Han omkom vådligen 12 november 1762 vid Aneby i Bredestads socken.

### Familj
Wrangel gifte sig 4 september 1748 med Ingeborg Catharina Lilliehöök af Fårdala (1726–1760), dotter till överstelöjtnanten Nils Lilliehöök af Fårdala och friherrinnan Barbara Hedvig Wachtmeister af Björkö. De fick tillsammans barnen Hedvig Wrangel (1749–1749), Eleonora Wrangel (1751–1793) som var gift med löjtnanten Lars Fredrik Gyllenram och protokollssekreteraren Jöns Adolf Meurling, Herman Wrangel (1752–1752), Herman Wrangel (1753–1763), Carl Axel Wrangel (1755–1755), Hedvig Wrangel (1756–1756), Ulrika Wrangel (1756–1778) och Axel Adolf Wrangel (1758–1758).